# دارين (جورجيا)
دارين (بالإنجليزية: Darien, Georgia)‏ هي مدينة تقع في مقاطعة مكينتوش، جورجيا بولاية جورجيا في الولايات المتحدة. تبلغ مساحة هذه المدينة 5.1 (كم²)، وترتفع عن سطح البحر 9 م، بلغ عدد سكانها 1975 نسمة في عام 2010 حسب إحصاء مكتب تعداد الولايات المتحدة.

## معرض صور

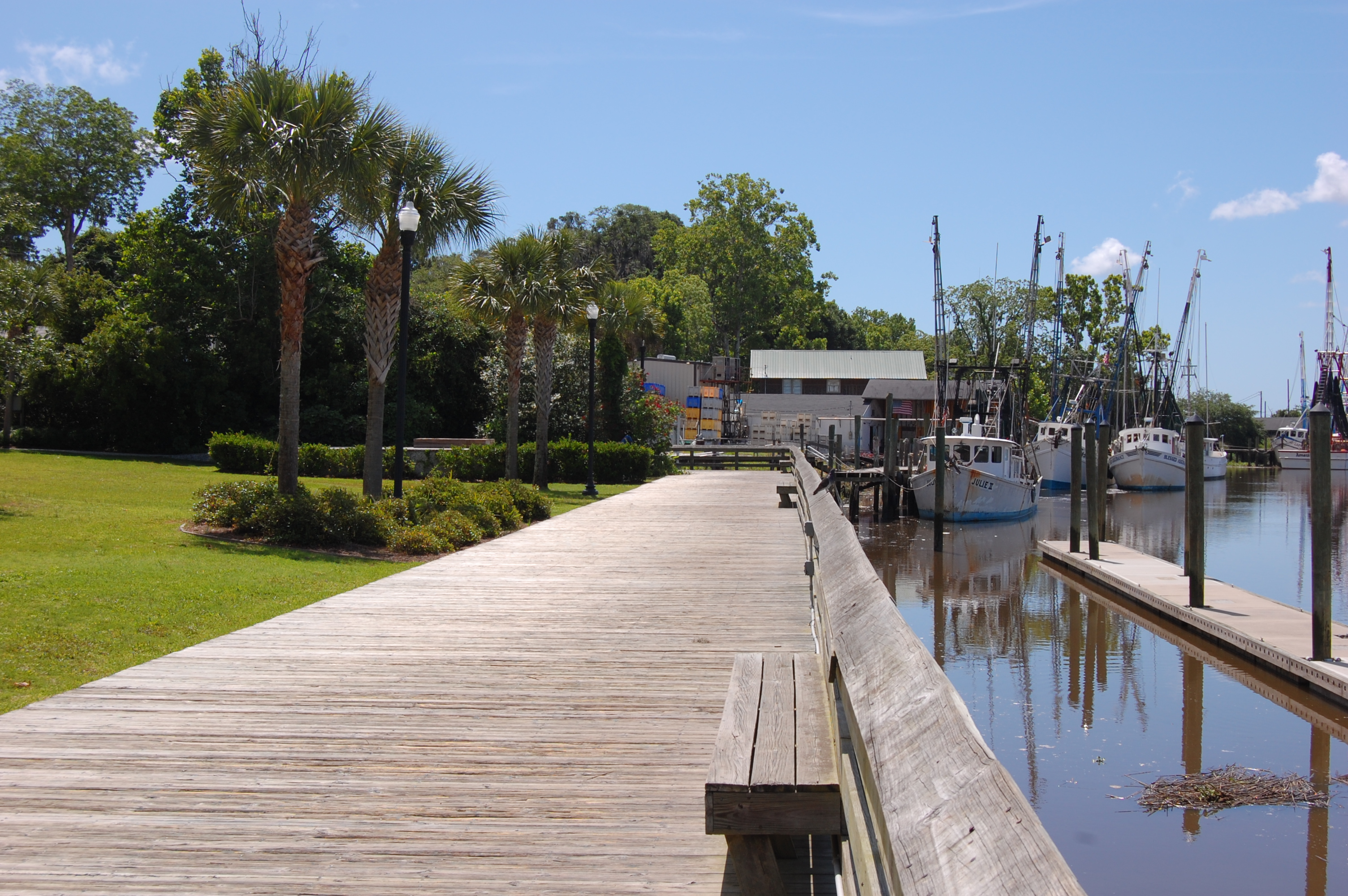
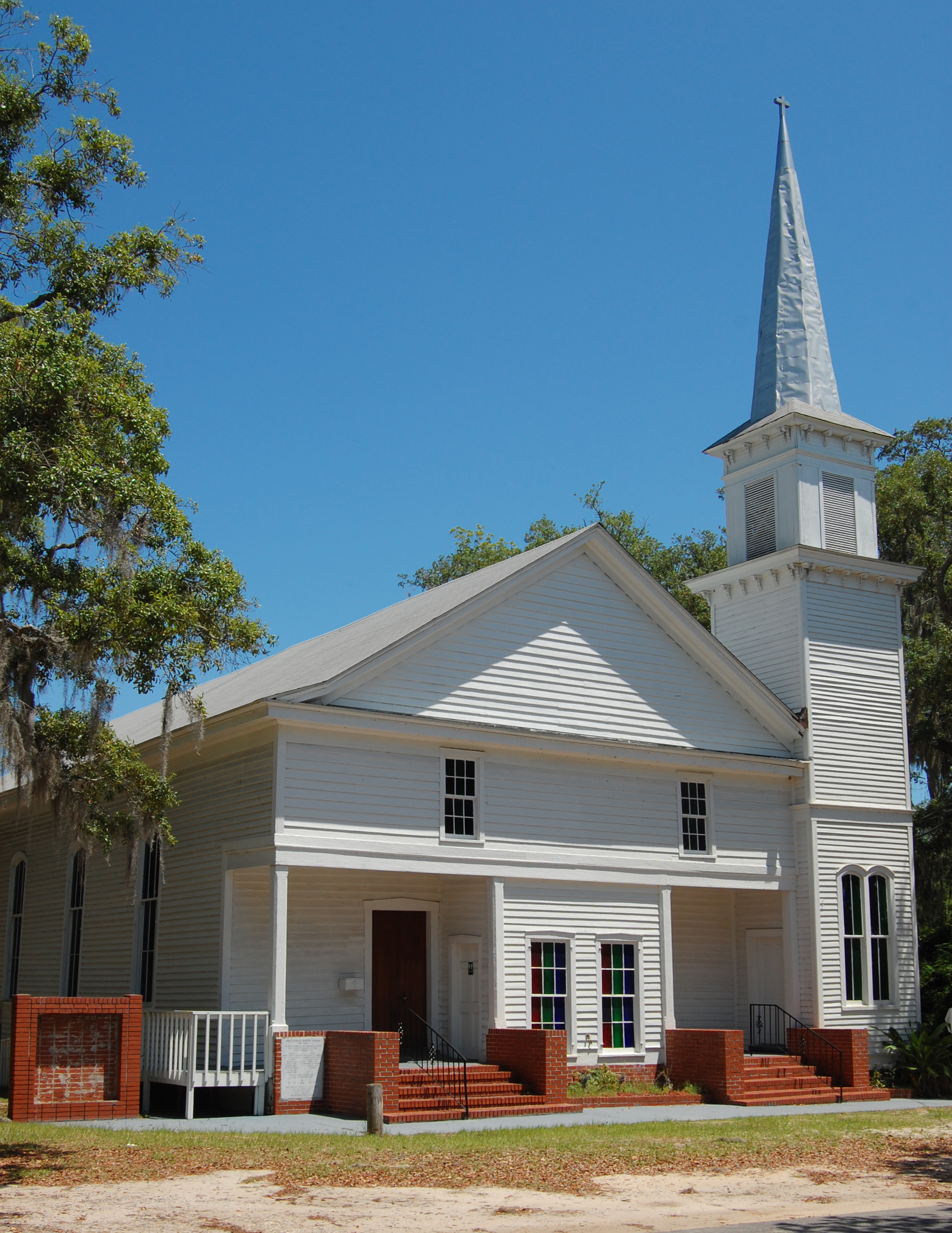
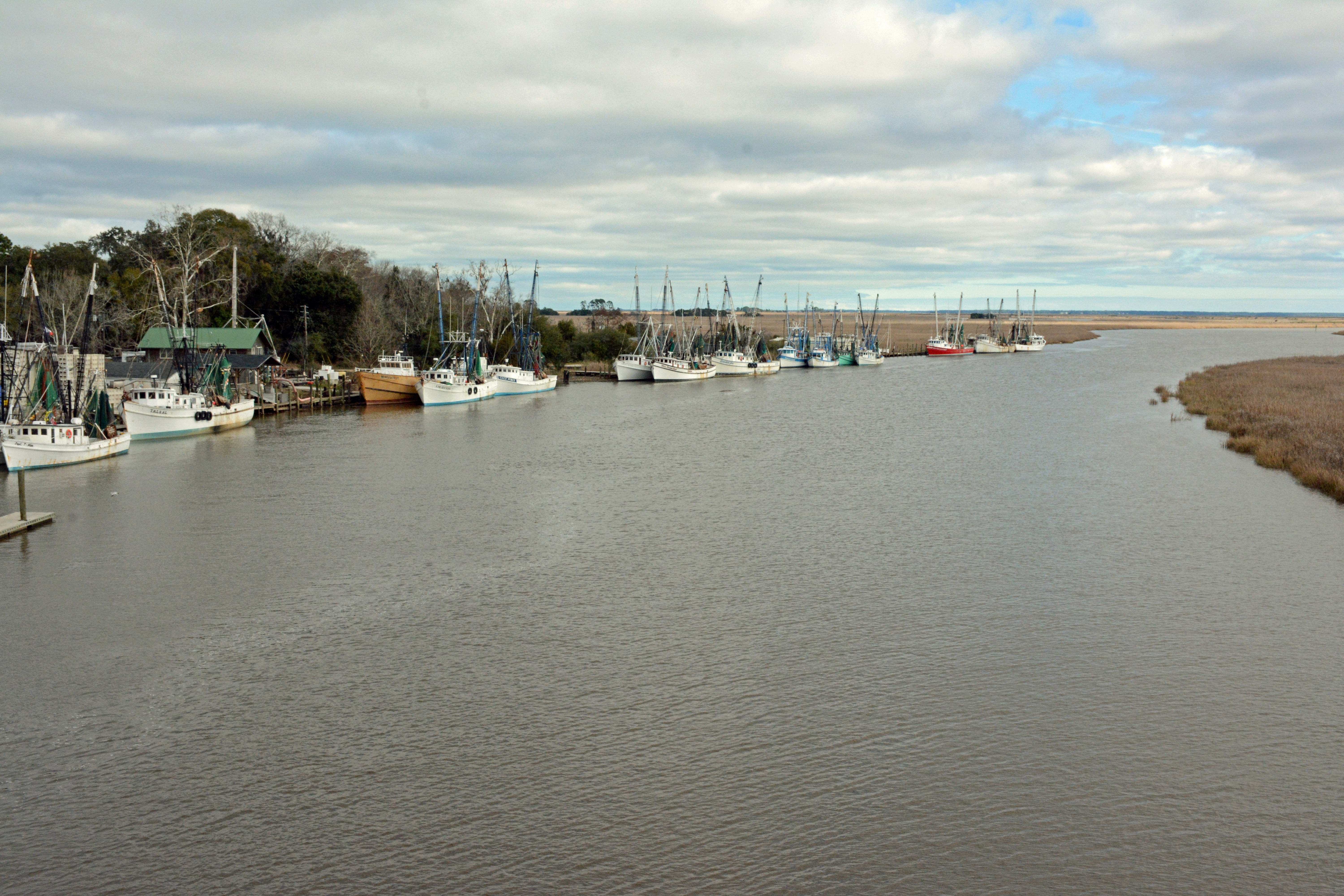
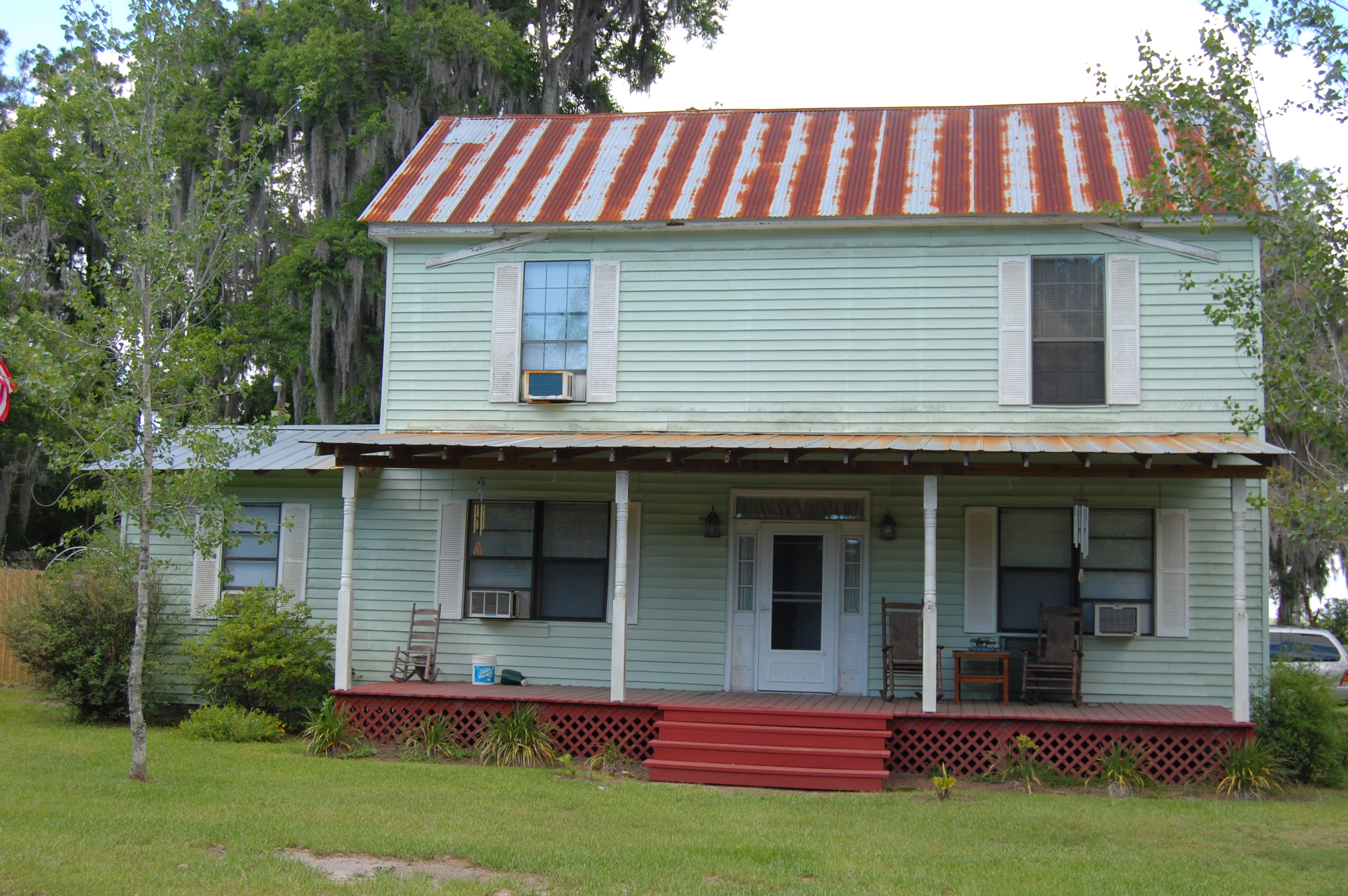
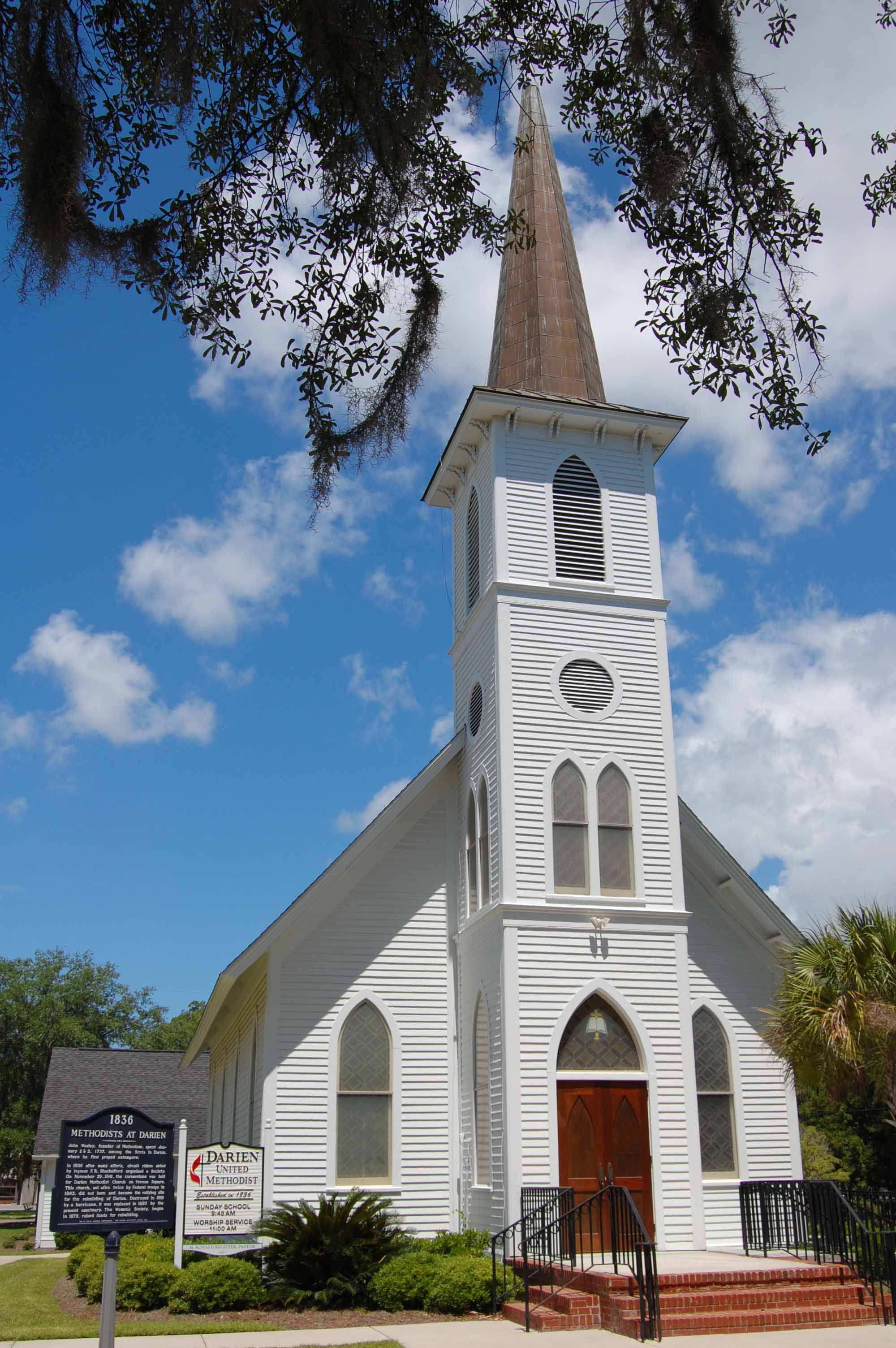

## أعلام
- تشارلز إس. توماس

## وصلات خارجية
- Cities & Counties - Georgia.gov